# Bahnhof Monsheim

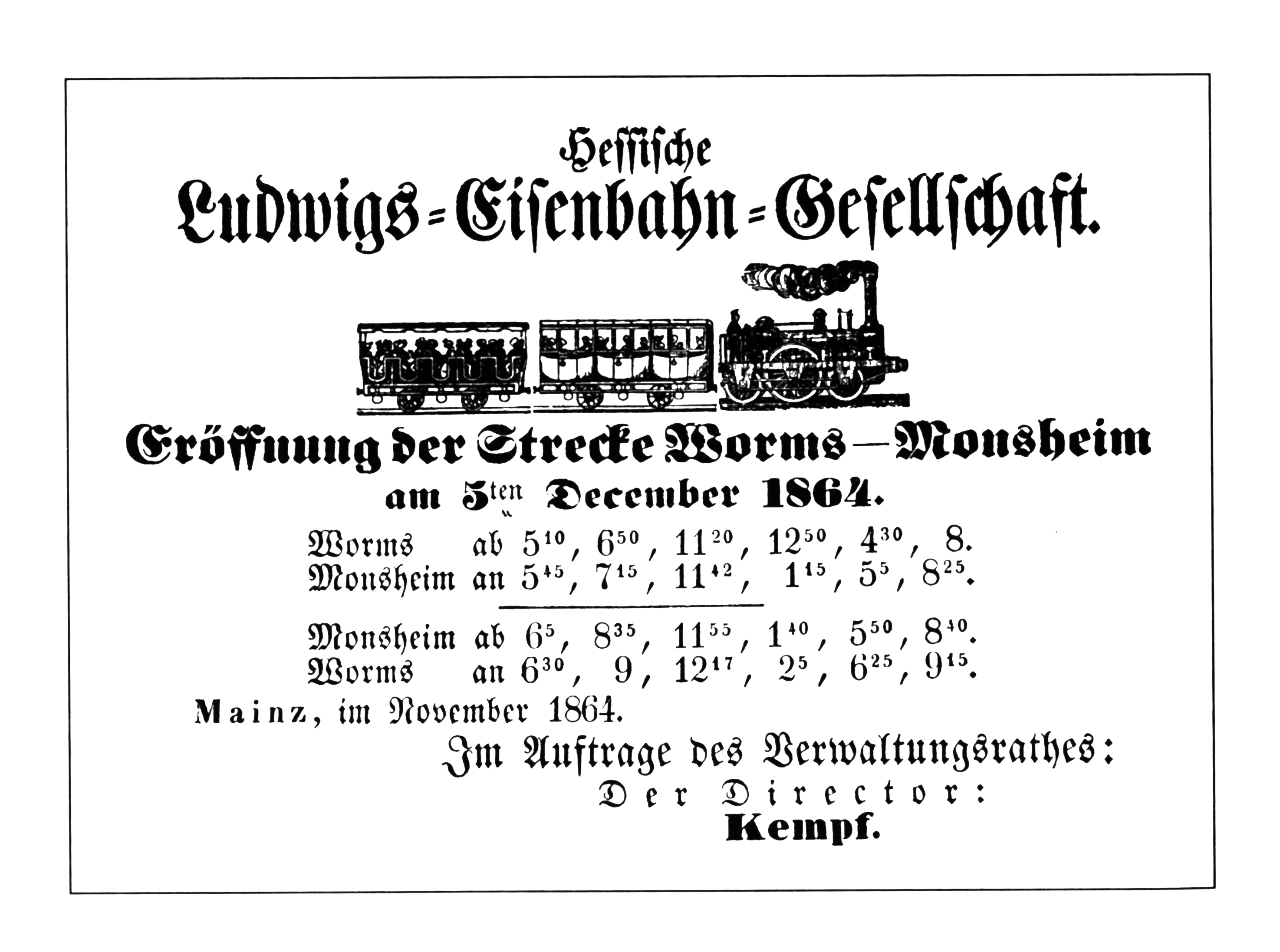
Erster Fahrplan von 1864

Der Bahnhof Monsheim ist der Bahnhof der Ortsgemeinde Monsheim im Landkreis Alzey-Worms in Rheinland-Pfalz. An ihm wird die Rheinhessenbahn mit der Pfälzischen Nordbahn und der Zellertalbahn verknüpft. Das Empfangsgebäude des Bahnhofs steht unter Denkmalschutz.

## Geschichte
Der erste Bahnhof in Monsheim wurde 1864 gleichzeitig mit der Teilstrecke der Rheinhessenbahn nach Worms eröffnet. Wenige Jahre später folgte der Streckenweiterbau über Alzey nach Bingen. Am 23. Oktober 1872 wurde die Zellertalbahn bis Marnheim eröffnet; ein Jahr später wurde diese bis Langmeil durchgebunden. Ebenfalls 1873 wurde die zuvor in Dürkheim endende Pfälzische Nordbahn nach Monsheim verlängert. Dadurch erlangte der Bahnhof den Status eines Eisenbahnknotenpunktes; damit einhergehend stieg die verkehrliche Bedeutung des Bahnhofs stark. Deshalb wurde 1885 ein neues Empfangsgebäude errichtet.
Mit der Stilllegung der Zellertalbahn im Jahr 1983 und der Pfälzischen Nordbahn 1984 wurde aus dem bisherigen Knotenbahnhof ein Durchgangsbahnhof. Er erhielt seine ursprüngliche Funktion zurück, als 1995 die Pfälzische Nordbahn reaktiviert wurde. Von 2001 bis 2017 wurde auch die Zellertalbahn wieder im sonntäglichen Ausflugsverkehr bedient; eine Wiederaufnahme des regulären Verkehrs im Rahmen des Rheinland-Pfalz-Taktes ist derzeit mittelfristig vorgesehen.
Zeitgleich mit der Reaktivierung der Pfälzischen Nordbahn wurde der Bahnhof in einem Pilotprojekt des Landes Rheinland-Pfalz zum „Umweltbahnhof Monsheim“ umgestaltet. Kernpunkte des Konzeptes waren die Neunutzung des Empfangsgebäudes und der Güterhalle, die Anlage eines Busbahnhofs und von Park-and-ride-Flächen sowie die bauliche Nachnutzung der brachgefallenen Bahnflächen südlich und nördlich der Streckengleise.

## Bahnanlagen
Die ehemals umfangreichen Bahnanlagen wurden nach 1984 weitgehend zurückgebaut. Der Hausbahnsteig und das daneben liegende Streckengleis wurden beim Umbau zum Umweltbahnhof aufgegeben und verfüllt, so dass der Bahnhof heute nur noch über drei von ehemals fünf Bahnsteiggleisen verfügt.
Der Zugang zum Mittelbahnsteig für die Gleise 2 und 3 erfolgt über Treppen durch eine Personenunterführung und ist damit nicht barrierefrei.

## Gebäude
Das Empfangsgebäude von 1885 ersetzte den Ursprungsbau aus der Zeit, als die Strecke hier eröffnet wurde. Stilistisch prägen den mächtigen, 10-achsigen Bau Elemente des Klassizismus und des Rundbogenstils: Ein firstständiger, dreigeschossige Mittelbau wird von zwei traufständigen zweigeschossigen Seitenflügeln eingefasst. Das Erdgeschoss weist rundbogige Fenster und Türen auf, während die Obergeschosse viereckige Fenster haben. Das Gebäude ist ein Kulturdenkmal aufgrund des rheinland-pfälzischen Denkmalschutzgesetzes.
Die östlich vom Empfangsgebäude gelegene Güterhalle aus der Zeit um 1900 wurde 2004/05 zum Dorfgemeinschaftshaus umgebaut.

## Zugverkehr
Der Bahnhof Monsheim ist ein Taktknoten des Rheinland-Pfalz-Taktes zur vollen Stunde. Die von Monsheim ausgehenden Strecken nach Worms, Bingen (über Alzey) und Grünstadt werden im Stundentakt durch Regionalbahnen der Deutschen Bahn bedient, werktags wird der Verkehr zwischen Monsheim und Worms auf einen Halbstundentakt verdichtet. Auf der Zellertalbahn und weiter über Hochspeyer nach Kaiserslautern Hauptbahnhof wurde im Sommerhalbjahr sonntäglicher Ausflugsverkehr im Zweistundentakt angeboten, welcher seit August 2017 jedoch ruht.